# Fernando Vaz
Fernando Vaz (Bissau, 27 de Setembro de 1955) é um político guineense.

## Biografia
Fez a formação na área de Economia no Instituto Superior de Economia, na Universidade Técnica de Lisboa, em 1980/1985. Ex-dirigente da Resistência da Guiné-Bissau (RGB), onde foi eleito deputado da Nação em 1999. Deixou a RGB para fundar a União Patriótica Guineense, que passou a liderar desde o ano 2013. Ativista da Oposição política, 2003/2011. Foi membro do governo várias vezes. Foi ministro da Presidência do Conselho de Ministros da Comunicação Social e Assuntos Parlamentares e Porta-voz do Governo de Transição, em 2012/2014. Ministro do Turismo e Artesanato no governo do Umaro Sissoco Embaló.